# Milton Obote

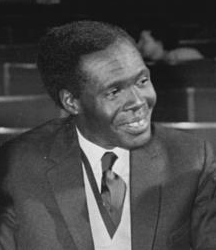
Milton Obote in 1960

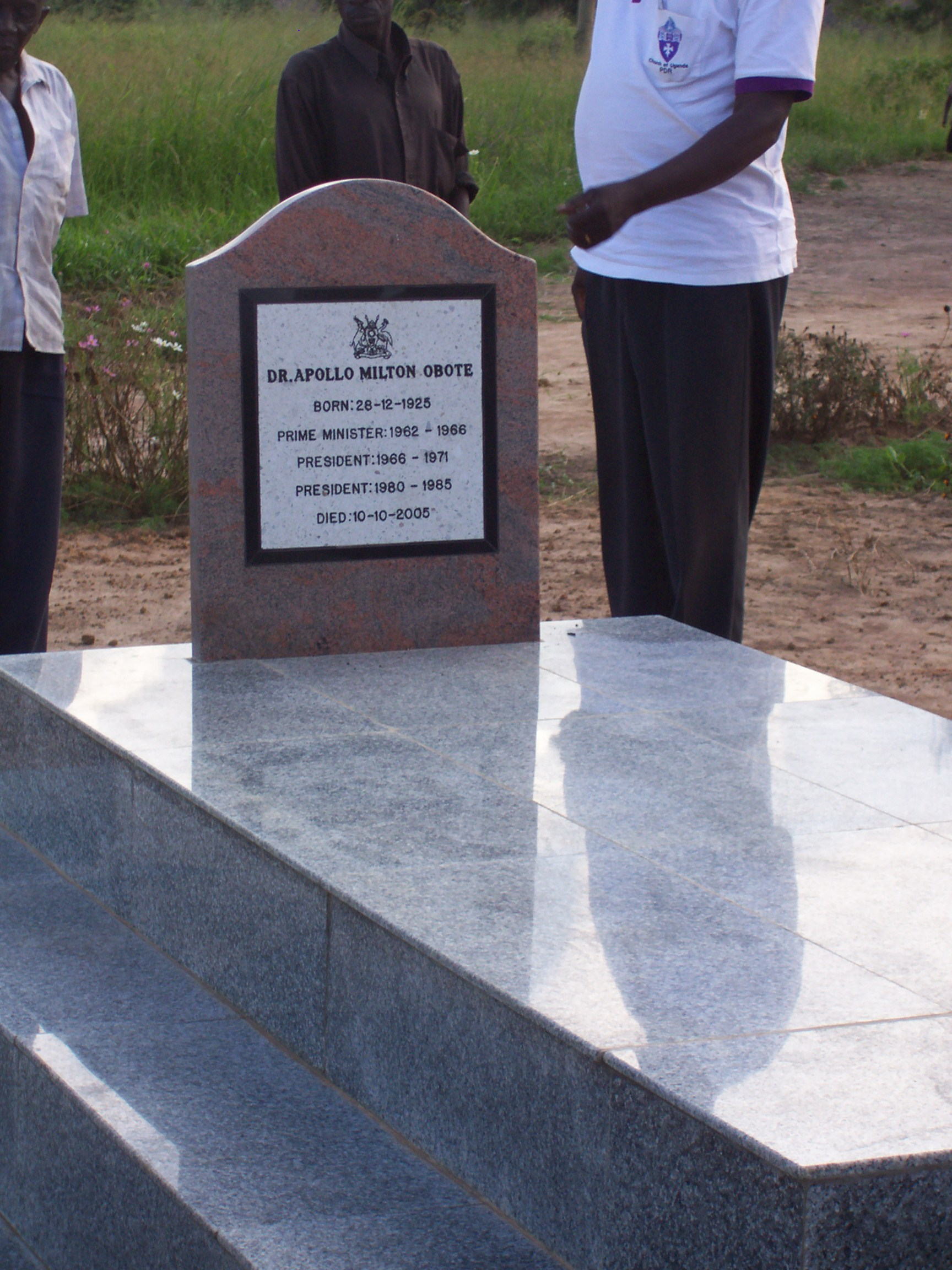
Graf van Obote

Apollo Milton Obote (Apac, 28 december 1925 – Johannesburg (Zuid-Afrika), 10 oktober 2005) was een Oegandees president (1966-1971 en 1979-1985).

## Levensloop
Milton Obote was de zoon van een stamhoofd van de Lango in Noord-Oeganda. Hij ontving een lerarenopleiding nadat een rechtenstudie in de Verenigde Staten van Amerika hem door de Britse koloniale overheid werd onthouden. Obote steunde de Afrikaanse nationalistische beweging, onder meer die van Jomo Kenyatta in Kenia, met wie hij in de jaren vijftig samenwerkte. In 1955 richtte hij de partij Oegandees Nationaal Congres (Uganda National Congress = UNC) op, die echter in 1959 te kampen had met een afsplitsing. Als oppositieleider had hij zitting in de Adviesraad (een adviserende raad die de koloniale Britse overheid in zekere zin kon adviseren in maatschappelijke kwesties in de kolonie).
In 1962 won Obote de verkiezingen en op 30 april 1962 werd hij premier van een coalitieregering bestaande uit zijn eigen UPC (Uganda People's Congress) en de KY ("Kabaka Yekka" = "De koning alleen") van de kabaka (koning) van Boeganda (een deelstaat van Oeganda), Sir Edward Mutesa II. Op 9 oktober 1963 werd Oeganda een federale republiek met grote bevoegdheden voor de deelstaten met Edward Mutesa II als president. Obote bleef minister-president.
Obote en de plaatsvervangend chef van de generale staf, Idi Amin, waren gedurende Obotes premierschap betrokken bij goudsmokkel en werden daarvoor op het matje geroepen. Toen het parlement een onderzoek gelastte, pleegde Obote een staatsgreep en stelde het parlement buiten werking.
In 1966 schoof hij ook president Edward Mutesa aan de kant en schafte hij de autonomie van de koninklijke deelstaten af, waaronder die van de machtigste, Boeganda. De koningen en vorsten van de deelstaten gingen daarop in ballingschap.
Obote benoemde zichzelf tot president en maakte van Oeganda een gecentraliseerde eenheidsstaat met het UPC als enige partij. Obote begon als president een linkse koers te varen en publiceerde in 1969 zijn Handvest voor de gewone man waarin hij zijn beleid uitlegde aan de bevolking. Hij begon een proces van Oegandisering, gericht tegen de in Oeganda wonende Aziaten en Kenyaanse en Tanzaniaanse arbeiders. In oktober 1970 liet hij 30.000 Kenyaanse arbeiders uitwijzen. Obote voerde een anti-Brits en anti-Amerikaans beleid. 
In januari 1971 werd Obote na een staatsgreep van het leger onder leiding van generaal Idi Amin terzijde geschoven en leefde tot 1979 in ballingschap in Tanzania. Toen dit land in 1979 Oeganda binnenviel om een einde te maken aan het regime van Amin, werd Obote als president van Oeganda hersteld (mei 1980). Zijn tweede ambtstermijn stond in het teken van goede relaties met de VS en Groot-Brittannië. In juli 1985 werd Obote bij een staatsgreep van generaal Bazilio Olara-Okello afgezet. Obote vluchtte naar Zambia. Amnesty International meldt in een rapport over de mensenrechten in Oeganda tussen 1986 en 1989 dat het regime van Obote verantwoordelijk wordt gehouden voor duizenden doden.
In 2005 overleed Milton Obote op 79-jarige leeftijd in ballingschap.
Edward Mutesa · Milton Obote · Idi Amin · Yusuf Lule · Godfrey Binaisa · Paulo Muwanga · Presidentiële commissie · Milton Obote · Bazilio Olara-Okello · Tito Okello · Yoweri Museveni